# فاخدورف
فاخدورف (به آلمانی: Vachdorf) یک شهر در آلمان است که در اشمالکالدن-ماینینگن واقع شده‌است. فاخدورف ۸۴۹ نفر جمعیت دارد.